# .cs
.cs je vrhovna internetska domena (country code top-level domain - ccTLD) koja se koristila za dvije države koje su u međuvremenu prestale postojati:
- Domenu je prvo koristila Čehoslovačka, a kasnije Češka i Slovačka sve do 1995. godine.
- 2002. je domenu dobila Srbija i Crna Gora (prema standardu ISO 3166), ali se nikad nije stvarno koristila, već se koristila .yu.

## Vanjske poveznice
- IANA .cs whois informacija